# Scophthalmidae
Scophthalmidae é uma família de peixes actinopterígeos pertencentes à ordem Pleuronectiformes, que agrupa 18 espécies distribuídas por 5 géneros. Pertencem a esta famílias as espécies conhecidas pelo nome comum de pregado.

## Descrição
O grupo inclui de 18 espécies, classificadas em 5 géneros, que habitam ambientes de água salgada e água salobra. Os scoftalmídeos distribuem-se pelo Atlântico Norte, Mar Báltico, Mar Mediterrâneo e Mar Negro. O achatamento observa-se nesta família sobre o lado esquerdo do peixe. As barbatanas pélvicas estão presentes e são alongadas. O tamanho máximo observado é de 1 m de comprimento na espécie Psetta maxima.

## Géneros
A família Scophthalmidae inclui os seguintes géneros:
- Lepidorhombus
- Phrynorhombus
- Psetta
- Scophthalmus
- Zeugopterus